# Trinkwasserverordnung
Die deutsche Trinkwasserverordnung (TrinkwV) enthält Begriffsbestimmungen sowie Schutzvorschriften für das Trinkwasser. Im Juni 2023 wurde die Zweite Verordnung zur Novellierung  der Trinkwasserverordnung erlassen, um die Anforderungen der Richtlinie (EU) 2020/2184 umzusetzen.

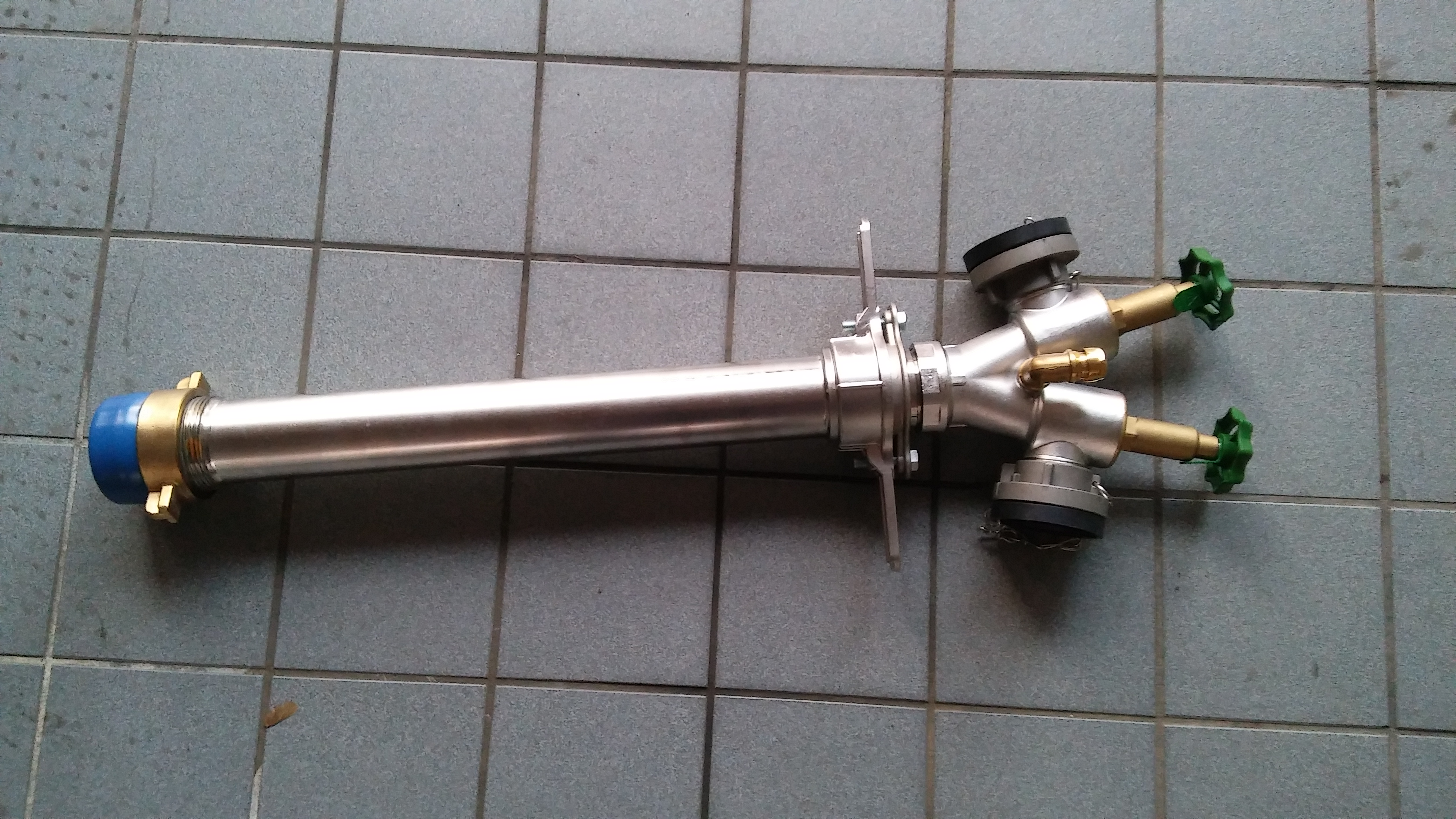
Standrohr 2C, mit Rückflussverhinderer

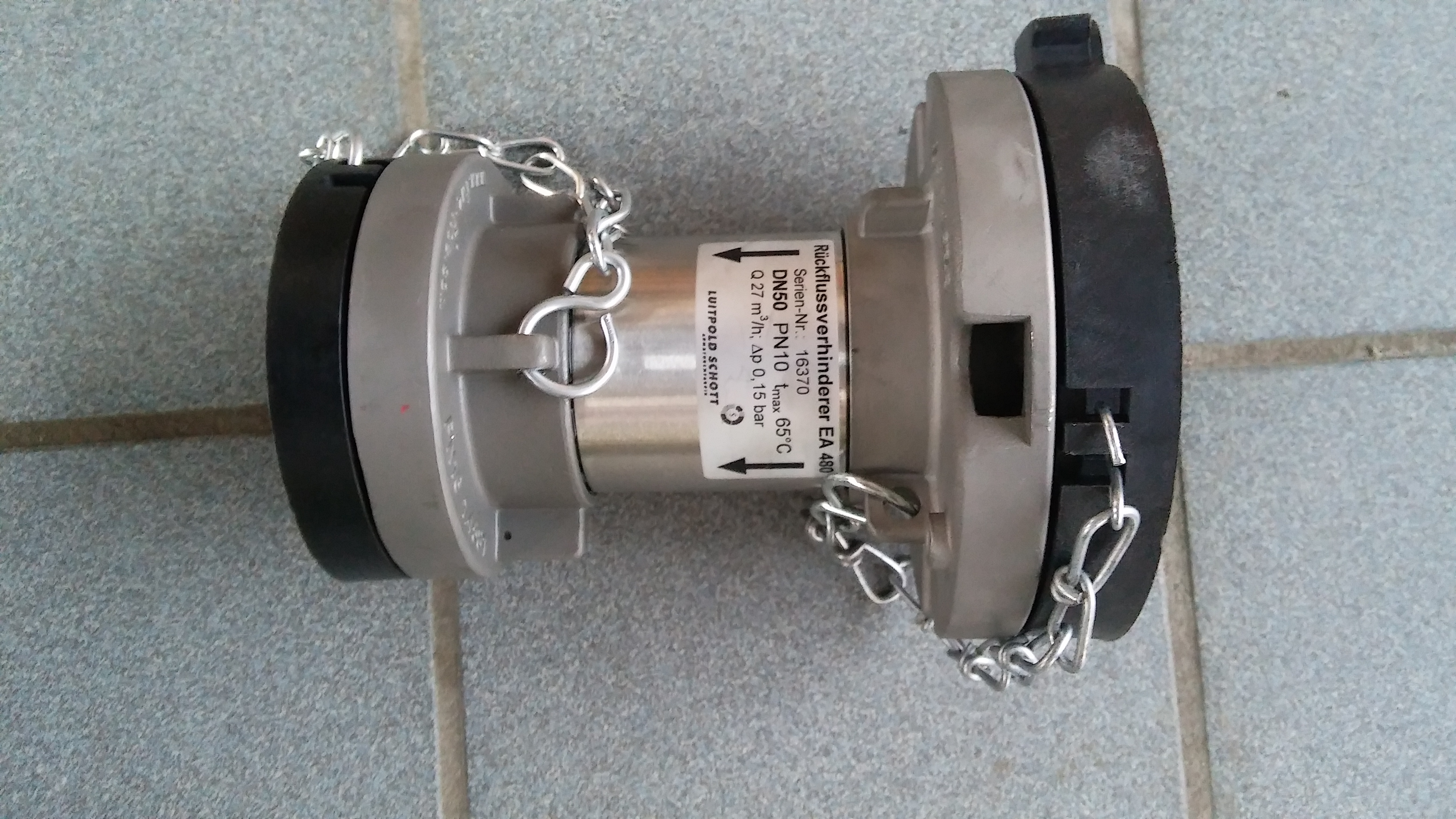
Rückflussverhinderer B-C, Festkupplungen

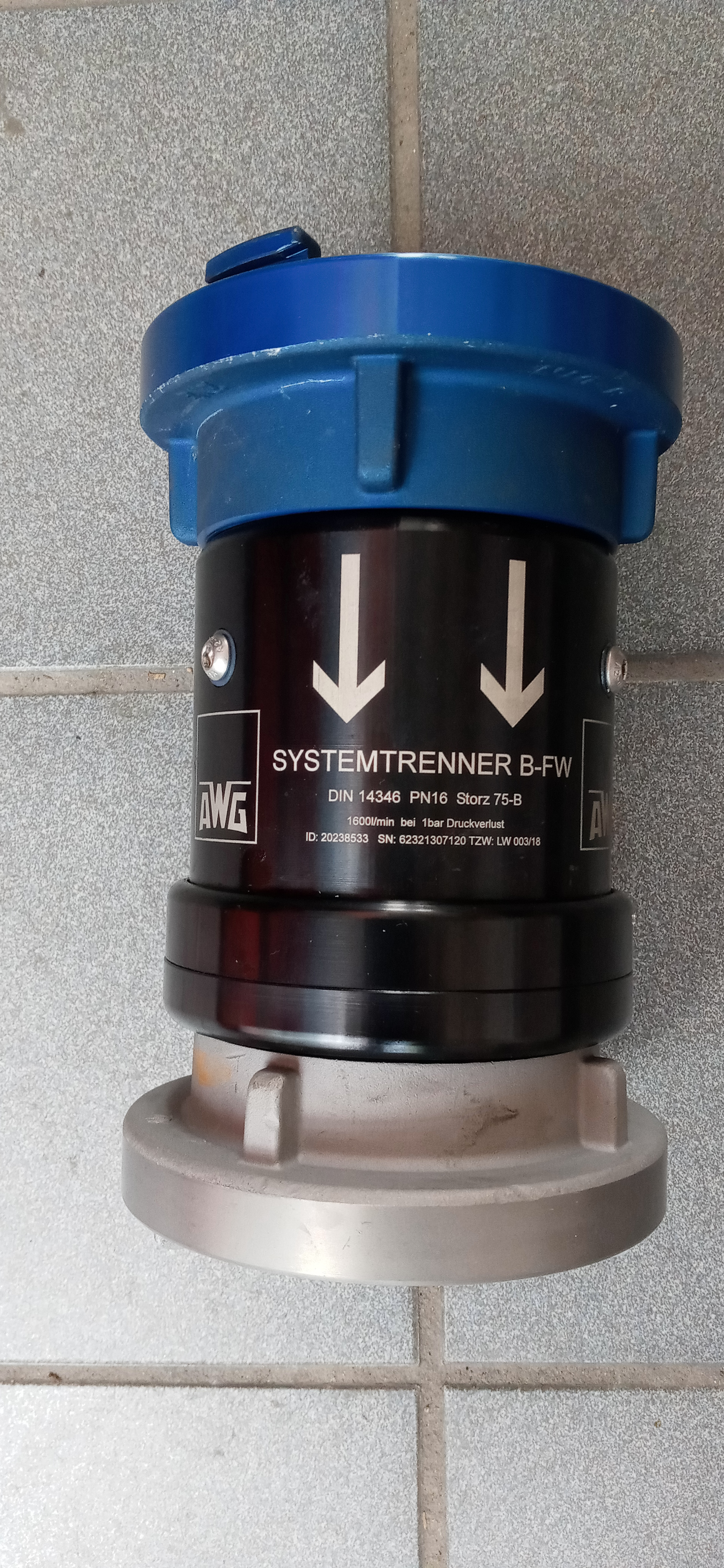
Systemtrenner „B“

Sie ersetzt die am 21. Mai 2001 erlassene Trinkwasserverordnung (TrinkwV, bis 2017 amtlich: TrinkwV 2001).
In Österreich wurde die Trinkwasserverordnung (Abk.TWV, BGBl. II Nr. 304/2001) 2001 aufgrund des Lebensmittelgesetzes 1975 erlassen und zuletzt durch BGBl. 2017 II Nr. 362 novelliert.
Beide Trinkwasserverordnungen waren eine Umsetzung der EG-Richtlinie 98/83/EG Über die Qualität von Wasser für den menschlichen Gebrauch in nationales Recht.

## Die folgenden Ausführungen beziehen sich auf die bis 23. Juni 2023 in Deutschland geltende TrinkwV
In § 1 heißt es konkretisierend:

„Zweck der Verordnung ist es, die menschliche Gesundheit vor den nachteiligen Einflüssen, die sich aus der Verunreinigung von Wasser ergeben, das für den menschlichen Gebrauch bestimmt ist, durch Gewährleistung seiner Genusstauglichkeit und Reinheit […] zu schützen.“

Der Bundesrat beschloss am 26. November 2010 eine Änderung der Trinkwasserverordnung. Er  wich dabei von dem Entwurf der Bundesregierung (BR-Drs. 530/1/10) ab, sodass das Bundesministerium für Gesundheit den Änderungen des Bundesrates noch zustimmen musste. Die Verkündung erfolgte am 11. Mai 2011 im Bundesgesetzblatt; die Änderungen traten am 1. November 2011 in Kraft. Eine weitere Änderung ist durch die Zweite Verordnung zur Änderung der Trinkwasserverordnung am 14. Dezember 2012 in Kraft getreten. Die Änderung betrifft im Wesentlichen den Parameter Legionellen, die Zulassung von Aufbereitungsstoffen sowie die Anforderungen an Materialien in Kontakt mit Wasser.
Die Novelle von 2011 brachte eine Reihe neuer Definitionen, die vermeintlich bestehende Unklarheiten beseitigen sollen. Wesentlicher ist die Einführung von Parametern betreffend die Radioaktivität und Uran  sowie die Einführung eines so genannten technischen Maßnahmewertes für Legionellen. Wesentlich schärfer wird die Verordnung für gewerbliche Vermieter und die Betreiber von Gebäuden, in denen Dienste für die Öffentlichkeit angeboten werden, also zum Beispiel Ämter, Wohnheime, Gerichte, Gaststätten und ähnliche.  Werden in diesen Gebäuden am Wasserhahn die Grenzwerte der Anlagen 1 oder 2 überschritten, ist dies strafbar. Die Strafbarkeit trifft den Eigentümer des Gebäudes als Betreiber der Hausinstallation, juristische Personen müssen also die Verantwortung für die von ihnen verwalteten Gebäude auf eine natürliche Person delegieren. Die chemischen Parameter wurden weitestgehend unverändert belassen, lediglich für Cadmium, die elektrische Leitfähigkeit und Sulfat erfolgten kleinere Anpassungen.

## Philosophien der Grenzwerte
Die Trinkwasserverordnung hat zumindest in Deutschland eine lange Geschichte. Es wurden verschiedene Prinzipien entwickelt, um die Zielsetzung der Verordnung zu gewährleisten. Prinzipiell wird Verschmutzung in drei Kategorien getrennt, in eine chemische und eine biologische Verschmutzung sowie einzuhaltende Indikatorparameter.
Bei der chemischen Belastung versuchte man zunächst, in klassisch toxikologischer Vorgehensweise nach dem Vorsorgeprinzip Höchstkonzentrationen für schädliche Substanzen so festzusetzen, dass bei üblicher Aufnahmemenge an Trinkwasser noch sicher keine schädlichen Dosen in den Körper gelangen sollten. Darauf beruhen auch heute noch beispielsweise die Grenzwerte für Schwermetalle. Später wurde bei den Pflanzenschutzmitteln (PSM) klar, dass eine toxikologische Grenzziehung gar nicht mehr möglich war, weil chronische Toxizitäten und synergetische Wirkungen mehrerer Substanzen nicht ermittelbar sind. Deshalb wurde in der Vorgängerversion der heute gültigen Verordnung bzw. in der zugrunde liegenden EG-Richtlinie erstmals ein Nullprinzip verwirklicht: Es durften von den PSM nur noch Konzentrationen an der Nachweisgrenze der von jedem Labor als Mindestanforderung geforderten Messmethode festgestellt werden, und in der Summe nicht mehr als fünf solche grenzwertigen Nachweise. Die Nachweisgrenze wurde dabei auf 0,1 Mikrogramm/Liter festgelegt. In gut ausgestatteten Labors können heute allerdings für zahlreiche PSM auch Konzentrationen weit unter diesem Grenzwert erfasst werden, so dass der Grenzwert durch den chemisch-analytischen Fortschritt nicht mehr dem Nullprinzip entspricht.
Im Fall biologischer Beeinträchtigung (allgemeine Verkeimung) wurde ein anderes Prinzip verwirklicht: das Indikator-Prinzip. Die Koloniezahl, eine Summe der vorhandenen und in der Regel harmlosen Bakterien und Pilze, deutet auf hygienische Mängel wie Undichtigkeiten, zu geringen Wasseraustausch in Rohren oder wachstumsfördernde zu warme Wassertemperaturen hin. Auch erhöhte Eisengehalte sind in der Regel nicht gesundheitsschädlich, weisen jedoch auf eine unzureichende Wasserreinigung hin und verursachen oft Braunfärbungen beim Wäschewaschen. In der Trinkwasserverordnung sind die Werte in der Liste der Indikatorparameter aufgeführt, die in den üblichen Mengen nicht gesundheitsschädlich sind, aber aus anderen Gründen beschränkt werden, wie ein unästhetisches Erscheinungsbild (Geruch, Geschmack) oder erhöhte Korrosivität durch Sulfat bzw. Chloride.
Einer der wichtigsten Aspekte bei der Beurteilung der Wasserqualität ist die Frage nach der Anwesenheit von Krankheitserregern. Das Darmbakterium Escherichia coli vermehrt sich ebenso wie Viren und die meisten krankheitserregenden Bakterien nur im Körper von Warmblütern, nicht aber im Boden oder in der Wasserversorgungsanlage. Der Eintrag von Krankheitserregern in die Brunnen erfolgt beinahe ausschließlich durch fäkalienhaltiges sogenanntes Oberflächenwasser. Der Nachweis des Darmbakteriums Escherichia coli (E. coli) zeigt folglich eine Kontamination des Wassers mit Fäkalien an. Dabei sind die häufigsten Vertreter des E. coli selbst harmlos und als Symbiont in unserer Darmflora unverzichtbar. Bei dem Versuch, gefährliche Keime wie Salmonellen, Campylobacter und Streptokokken im Labor nachzuweisen, werden diese jedoch regelmäßig von den vergleichsweise übermäßig vorhandenen E. coli überwuchert. Der Nachweis der Krankheitserreger selbst ist deshalb sehr aufwendig. Aufgrund der langjährigen Erfahrungen mit dem Zusammenhang zwischen dem Nachweis von Escherichia coli und der Gefahr der Anwesenheit von Krankheitserregern spart man sich den differenzierenden und methodisch schwierigen Nachweis diverser Schadkeime und benutzt E. coli als Indikator für das Risiko. Weitere in der Trinkwasserverordnung aufgeführte Indikatoren für eine fäkale Verunreinigung sind Enterokokken, Clostridium Perfringens und, in der Aussagekraft eingeschränkt, auch coliforme Bakterien. Auch wenn bei diesen Bakterien das Indikatorprinzip angewendet wird, gelten sie nicht als Indikatorparameter im Sinne der Trinkwasserverordnung (s. o.), da ihre Anwesenheit auf eine mögliche Gesundheitsgefahr hinweist.
Die Grenzwerte für bakterielle Werte liegen bei 100 Koloniebildenden Einheiten (KbE) je Milliliter für die Gesamtkeimzahl, E. coli, Enterokokken und coliforme Bakterien dürfen in 100 ml Wasserprobe nach einem Anreicherungsverfahren nicht nachweisbar sein.

## Verantwortung für die Einhaltung der Grenzwerte
Das Wasserversorgungsunternehmen ist verpflichtet, seinen Kunden Trinkwasser am Ende der Hausanschlussleitung in der durch die Trinkwasserverordnung geregelten Qualität zu liefern. Das ergibt sich aus § 5 Abs. 1 der Verordnung über Allgemeine Bedingungen für die Versorgung mit Wasser (AVBWasserV).
Die Bestimmung ist Bestandteil aller Wasserversorgungsverträge mit privaten Kunden und einem Wasserversorgungsunternehmen. Rechtlich bedeutet dies, dass das Wasserversorgungsunternehmen nur bis zu diesem Punkt die Verantwortung für die Qualität des Wassers hat, danach trägt der Eigentümer der Hausinstallation, also die Gebäudeeigentümer, die Verantwortung. Das Ende der Hausanschlussleitung ist normalerweise der Haupthahn im Keller des Gebäudes.
Auf der anderen Seite verlangt die EU-Trinkwasserrichtlinie (Richtlinie (EU) 2020/2184), dass den Kunden jederzeit Trinkwasserqualität am Wasserhahn in der Küche oder im Bad zur Verfügung gestellt wird. Wenn dies aber nicht der Fall ist, kommt es rechtlich darauf an, wer hierfür die Verantwortung trägt. Das ist durch die oben genannte Bestimmung geregelt. Wird also durch ein dafür geeignetes Untersuchungsverfahren festgestellt, dass die Qualität des Wassers am Zapfhahn des Verbrauchers nicht der durch die Trinkwasserverordnung bestimmten Qualität entspricht, ist festzustellen, woran dies liegt. Liegt es an den Materialien der Hausinstallation, ist der Hauseigentümer der richtige Ansprechpartner. Relevant kann diese Frage insbesondere für den Parameter Blei werden, wobei allerdings festzustellen ist, dass es noch kein verbindliches Verfahren zur Probenahme für die Feststellung des Parameters Blei gibt. Da die Entnahmearmaturen oder die Hausinstallation selbst einen Einfluss haben können, ist auch strittig, ob und wie lange das Wasser abzulaufen hat, bevor die Probe genommen wird. Das Umweltbundesamt gibt allerdings Empfehlungen für die Probenahme und Bestimmung des Parameters Blei in der Hausinstallation.
Die Verantwortung des Gebäudeeigentümers gilt auch für den Parameter Legionellen. Der einzuhaltende Wert für diesen Parameter wird in der Trinkwasserverordnung abweichend von den anderen tatsächlichen „Grenzwerten“ als so genannter „technischer Maßnahmewert“ bezeichnet.  Der Eigentümer von Mehrfamilienhäusern mit entsprechend großer Anlage zur Trinkwassererwärmung ist verpflichtet, diese so zu betreiben, dass eine Gefährdung der Bewohner durch Legionellen  vermieden wird. Der Betrieb der Warmwasserbereitung gemäß dem technischen Regelwerk (Arbeitsblatt DVGW W551) stellt dies weitgehend sicher. Insbesondere ausreichend hohe Warmwasserspeichertemperaturen und eine ausreichende Durchströmung des Warmwasser-Zirkulationsnetzes sind hierbei eine wichtige Grundvoraussetzung. Energieeinsparungsmaßnahmen müssen diese Anforderungen berücksichtigen.
Die Landesregierung von Nordrhein-Westfalen antwortete auf eine parlamentarische Anfrage (LT-Drs. 15/3734): „Bundesweit liegt der Anteil der durch Legionellen verursachten Lungenentzündungen bei knapp über 4 %. Das entspricht rund 32.000 Erkrankungen im Jahr durch Legionellen. Rund 6 % dieser Erkrankungen enden tödlich (1920 Fälle).“ Das Risiko einer tödlich verlaufenden Infektion durch Legionellen ist somit gegeben.
Werden die Grenzwerte und Anforderungen der Trinkwasserverordnung nicht eingehalten, darf das Wasser nicht mehr als Trinkwasser abgegeben oder zur Verfügung gestellt werden. Das bedeutet nicht, dass die Wasserzufuhr unterbrochen werden muss: z. B. dass die Versorgung der Bevölkerung mit Wasser oder das Warmwasser eines Mehrfamilienhauses abgestellt wird. Aber eine Überschreitung der Grenzwerte ist beim Gesundheitsamt meldepflichtig und dieses entscheidet dann über die notwendigen Maßnahmen.
Ebenso ist eine Überschreitung des technischen Maßnahmewertes an Legionellen dem Gesundheitsamt zu melden. Anders als bei der Überschreitung von Grenzwerten ist nicht zwingend die Gesundheit zu besorgen, sondern es ist mit Hilfe eines in Auftrag zu gebenden Gutachtens, der sogenannten „Gefährdungsanalyse“ festzustellen, welche Maßnahmen in welchem zeitlichen Rahmen in der betroffenen Warmwasserbereitungs- und Verteilungseinheit umzusetzen sind, um das Legionellenwachstum zu begrenzen und eine Vermehrung durch die Hausinstallation zu verhindern. Das Gesundheitsamt überwacht, dass Unternehmer und sonstige Inhaber von beprobungspflichtigen Objekten der Verpflichtung nachkommen, sowohl ein Gutachten erstellen zu lassen, als auch die Maßnahmen in dem zeitlich vorgegebenen Rahmen umzusetzen.

## Zulassung von Ausnahmen
Mit den Grenzwerten, wie sie die europäische Trinkwasserrichtlinie festlegte, soll sichergestellt werden, dass bei lebenslangem Genuss eine Schädigung der menschlichen Gesundheit nicht zu befürchten ist.
Die EU-Trinkwasserrichtlinie von 1980 sah starre Grenzwerte vor, die nur in Ausnahmefällen überschritten werden durften. Die Praxis hat gezeigt, dass die Ausnahmeregelungen überarbeitet werden mussten. Die EU-Trinkwasserrichtlinie von 1998 sieht daher ein System vor, in dem die zuständigen Behörden, in Deutschland die Gesundheitsämter, unter bestimmten Voraussetzungen Ausnahmen von den Grenzwerten zulassen können. Dies ist nicht möglich bei mikrobiellen Parametern. Bei den chemischen Parametern können die Gesundheitsämter für einen Zeitraum von maximal drei Jahren Ausnahmen zulassen. Diese Ausnahmen sind an strenge Voraussetzungen gekoppelt, insbesondere müssen die Ursachen für die Grenzwertüberschreitung festgestellt und Maßnahmen zur Abhilfe ergriffen werden.
Eine Ausnahme wird nicht genehmigt, wenn dadurch eine Gefährdung der menschlichen Gesundheit zu befürchten ist. Ob und wann dies der Fall ist, obliegt der fachlichen Beurteilung durch die Gesundheitsämter.
Das Prozedere für die Zulassung von Abweichungen ist in Deutschland in §§ 9 und 10 TrinkwV 2001 geregelt.

## Überwachung
Die Nachweispflicht ist durch Ausführungsverordnungen geregelt. Sie ist nach dem Versorgungsumfang gestaffelt. Die Gesundheitsämter sind gehalten, die Überwachung der spezifischen Gefährdungslage anzupassen. Das Gesundheitsamt der Kreisverwaltung legt einen bestimmten Untersuchungsumfang fest. Entweder werden die Wasserproben vom Gesundheitsamt entnommen, oder das Gesundheitsamt akzeptiert, dass der Betreiber seine Proben durch ein akkreditiertes Labor untersuchen lässt und den Befund beim Gesundheitsamt einreicht. Eine Besichtigung der Wasserversorgungsanlage und Brunnen durch das Gesundheitsamt ist vorgesehen.
Große kommunale Versorgungsanlagen müssen manche Parameter täglich, kleinere wöchentlich oder jährlich untersuchen. So wird in einem Einzugsgebiet ohne landwirtschaftliche Tätigkeit die Kontrolle der PSM seltener erfolgen als im Grünland. Bakteriologische Überwachung auf GKZ und Escherichia coli/Coliforme ist das häufigste.
Bei Einzelversorgern, also z. B. abgelegenen Bauernhöfen mit einem eigenen Hausbrunnen müssen jährlich mikrobiologische Untersuchungen durchgeführt werden. Der Abstand der chemischen Untersuchung wird vom Gesundheitsamt festgelegt, wobei die Untersuchung mindestens alle drei Jahre erfolgen muss. Welche chemischen Parameter zu untersuchen sind, bestimmt das Gesundheitsamt. Die Wasserhärte sowie die Werte, die zur Beurteilung der Korrosivität und somit der geeigneten Werkstoffe für die Wasserversorgung erforderlich sind, müssen in jedem Fall spätestens alle drei Jahre gemessen werden.
Lebensmittelbetriebe mit eigener Wasserversorgung werden wie Wasserversorgungsunternehmen eingestuft, wobei die Untersuchungshäufigkeit und die einzuhaltenden Grenzwerte auf die tatsächlichen Produktionsumstände angepasst werden können.
Auch die Wasserqualität aus Rohrleitungen und Wasseraufbereitungsanlagen in öffentlichen Gebäuden wie Krankenhäusern oder Altenheimen werden von den Gesundheitsämtern überwacht. Dabei werden die Werte gemessen, die sich in der Hausinstallation verschlechtern können, wie Legionellen, Keimzahlen und je nach eingesetzten Werkstoffen auch Schwermetalle. Aus rechtlicher Sicht tragen alle Eigentümer und Betreiber von Trinkwasser-Installationen in Gebäuden, wo eine Abgabe von Trinkwasser an Dritte möglich ist, eine hohe Verantwortung. Die Untersuchungspflichten für Warmwasser und Kaltwasser in Gebäuden wurden durch Empfehlungen des Umweltbundesamtes im Juli 2006 konkretisiert. Die rechtliche Verbindlichkeit dieser als Empfehlung veröffentlichten Untersuchungspflichten basiert auf § 40 des Infektionsschutzgesetzes.
Das Wasserversorgungsunternehmen ist verpflichtet, seinen Kunden Trinkwasser am Ende der Hausanschlussleitung in der durch die Trinkwasserverordnung geregelten Qualität zu liefern (§ 5 AVBWasserV). Die Bestimmung ist Bestandteil aller Wasserversorgungsverträge mit privaten Kunden und einem Wasserversorgungsunternehmen. Rechtlich bedeutet dies, dass das Wasserversorgungsunternehmen nur bis zu diesem Punkt die Verantwortung für die Qualität des Wassers hat, danach trägt der Eigentümer der Hausinstallation, also die Gebäudeeigentümer, die Verantwortung. Das Ende der Hausanschlussleitung ist normalerweise der Haupthahn im Keller des Gebäudes.
Auf der anderen Seite verlangt die Trinkwasserrichtlinie, dass den Kunden jederzeit Trinkwasserqualität am Wasserhahn in der Küche oder im Beitritt zur Verfügung gestellt wird. Wenn dies aber nicht der Fall ist, kommt es rechtlich darauf an, wer hierfür die Verantwortung trägt. Das ist durch die oben genannte Bestimmung geregelt. Wird also durch ein dafür geeignetes Untersuchungsverfahren festgestellt, dass die Qualität des Wassers am Zapfhahn des Verbrauchers nicht in die durch die Trinkwasserverordnung bestimmten Qualität entspricht, ist festzustellen, woran dies liegt. Liegt es an den Materialien der Hausinstallation, ist der Hauseigentümer der richtige Ansprechpartner. Relevant kann diese Frage insbesondere für den Parameter Blei werden, wobei allerdings festzustellen ist, dass es noch kein verbindliches Verfahren für die Feststellung des Bleiparameters gibt. Strittig ist insbesondere, ob und wie lange das Wasser abzulaufen hat, bevor die Probe genommen wird. Das Umweltbundesamt gibt allerdings Empfehlungen für die Messung des Bleiparameters.
Die Überwachungspflicht des Gesundheitsamts erstreckt sich nicht nur auf Wasserversorgungsunternehmen, sondern auch auf die Eigentümer von Gebäuden, in denen Wohnraum Dritten überlassen wird, also die Vermieter. Wenn das Gesundheitsamt Kenntnis von Tatsachen erlangt, die darauf hindeuten, dass durch die Beschaffenheit der Hausinstallation Grenzwerte der Trinkwasserverordnung überschritten wird, muss es untersuchen, ob diese Überschreitung zu einer Gefährdung der menschlichen Gesundheit führen kann. Das ist beispielsweise der Fall für den Parameter Blei, wobei sich die Gesundheitsgefährdung in erster Linie auf kleine Kinder erstreckt, bei Erwachsenen ist dies weniger der Fall, als auch Legionellen, die zum Beispiel bei einer nicht ausreichenden Erwärmung des Wassers zu einer Gefährdung führen können. In Deutschland gilt daher für den Betrieb zentraler Trinkwassererwärmungsanlagen seit November 2011 eine Anzeigepflicht gegenüber dem Gesundheitsamt.

## Gefährdungsanalyse nach Trinkwasserverordnung
Nach der Trinkwasserverordnung hat der „Unternehmer und sonstige Inhaber“ (UsI) einer Trinkwasser-Installation eine Gefährdungsanalyse durchzuführen und im Rahmen seiner Verkehrssicherungspflichten Gefährdungen Dritter, insbesondere der Nutzer, auszuschließen.
In der UBA-Empfehlung vom 14. Dezember 2012 Empfehlungen für die Durchführung einer Gefährdungsanalyse gemäß Trinkwasserverordnung heißt es dazu: „Eine Gefährdungsanalyse soll dem UsI eine konkrete Feststellung der planerischen, bau- oder betriebstechnischen Mängel einer Anlage liefern.“ Das Vorgehen zur Erstellung einer Gefährdungsanalyse wird in der genannten UBA-Empfehlung beschrieben. Ziel ist letztendlich nicht die Feststellung, sondern die Beseitigung von Gefährdungen. Der Gefährdungsanalyse muss sich daher eine Beurteilung der festgestellten Gefährdungen anschließen, aus der Maßnahmen zur Behebung abzuleiten sind. Diese bildet nach der Richtlinie VDI/DVGW 6023 die Basis der Instandhaltungsplanung.
Die Gefährdungsanalyse von Trinkwasser-Installationen erfordert umfangreiche Fachkenntnisse, wie sie durch eine einschlägige Berufsausbildung zusammen mit geeigneter Fortbildung (z. B. ausgewiesen durch Zertifikat Kategorie A nach VDI/DVGW 6023) erworben werden können.
Die eigentliche Gefährdungsanalyse erfolgt im Rahmen einer Inspektion und beinhaltet eine Dokumentenprüfung (Unterlagen zu Planung, Errichtung, Betrieb), eine Prüfung auf Einhaltung der einschlägigen anerkannten Regeln der Technik (u. a. VDI/DVGW 6023, DIN 1988, DIN EN 806, DVGW W 551 und W 553), eine Überprüfung der Betriebsparameter (insbesondere Temperaturen an wichtigen Punkten), eine Veranlassung von Probenahmen sowie die Gesamtbewertung der Ergebnisse dieser Prüfungen und führt schlussendlich mit Blick auf die Vermeidung von Gefährdungen zu einer Instandhaltungsplanung (z. B. nach VDI/DVGW 6023, Abschnitt 8.)

## Regenwassernutzungsanlagen
Die Trinkwasserverordnung verbietet keine Regenwassernutzunganlagen. Insbesondere ist ihre Nutzung zum Bewässern des Gartens durch die Trinkwasserverordnung nicht berührt. Wer jedoch sein Regenwasser auch für die heimische Toilette, die Waschmaschine und für die Haushaltsreinigung nutzen will, muss sich an bestimmte Regeln halten.
Die Errichtung der Regenwassernutzungsanlage und dessen wesentliche Änderung ist dem Wasserversorger (§ 3 Abs. 2 AVBWasserV) und dem Gesundheitsamt (§ 13 Abs. 3 TrinkwV 2001) anzuzeigen. Regenwassernutzungsanlagen, aus denen Wasser für den öffentlichen Gebrauch abgegeben wird, unterliegen der ständigen Überwachung durch das Gesundheitsamt (§ 18 Abs. 1 TrinkwV 2001). Private Anlagen können in die Überwachung einbezogen werden, wenn dies unter Berücksichtigung der Umstände des Einzelfalles zum Schutz der menschlichen Gesundheit oder zur Sicherstellung einer einwandfreien Beschaffenheit des Wassers für den menschlichen Gebrauch erforderlich ist.
Gemäß § 17 Absatz 2 TrinkwV 2001 sind Leitungen für Trinkwasser und Regenwasser dauerhaft farblich unterschiedlich, die Entnahmestellen von Regenwasser dauerhaft als solche zu kennzeichnen. Regenwassernutzungsanlagen dürfen nicht direkt mit der Hausinstallation verbunden werden, weil die Gefahr besteht, dass mikrobiologisch verunreinigtes Trinkwasser in das Verteilungsnetz gelangt. In der Praxis haben sich bereits direkte Verbindungen der Regenwassernutzungsanlage mit der Hausinstallation, zum Beispiel über einen Gartenschlauch, als Ursache für eine Verkeimung des Verteilungsnetzes herausgestellt. Eine Verbindung, in der Regel zum Zweck der Trinkwassernachspeisung, ist nach DIN 1988 Teil 4 lediglich über einen sogenannten freien Auslauf möglich.
Eine Missachtung der technischen Norm DIN 1988 oder deren Nachfolgenormen als gemäß § 12 Abs. 2 AVBWasserV verbindliche anerkannte Regel der Technik kann das Wasserversorgungsunternehmen zur Einstellung der Versorgung berechtigen. Es ist berechtigt, sich vor Wiederaufnahme der Versorgung vom ordnungsgemäßen Zustand der Regenwassernutzungsanlage zu überzeugen.
Eine direkte Verbindung einer Regenwassernutzungsanlage mit der Hausinstallation, die Missachtung der Anzeigepflicht gegenüber dem Gesundheitsamt sowie das Nichtbeachten der Kennzeichnungspflicht für Leitungen und Entnahmestellen stellen Ordnungswidrigkeiten dar, die mit Geldbuße belegt werden können (§ 25 TrinkwV 2001). Ist es zu einer Erkrankung Dritter gekommen, weil Regenwasser in das Verteilungsnetz gelangt ist, droht auch ein Strafverfahren (§ 24 TrinkwV 2001). Daneben kann sich das Risiko eines Strafverfahrens unter dem Gesichtspunkt der fahrlässigen Körperverletzung oder der Störung öffentlicher Betriebe ergeben.
Ein Vermieter darf nicht ausschließlich Regenwasser zum Wäschewaschen anbieten, da in jedem Haushalt die Möglichkeit bestehen muss, zum Waschen der Wäsche Wasser mit der Qualität von Wasser für den menschlichen Gebrauch zu nutzen.
Unberührt bleibt das Recht des Wasserversorgungsunternehmens, die Vereinbarung eines besonderen Tarifes zu fordern, wenn der Kunde nicht mehr seinen gesamten Wasserbedarf bei ihm deckt (§ 3 Abs. 1, S. 2 AVBWasserV).

## Materialien in Kontakt mit Wasser
Wichtig ist die Änderung von § 17 der Verordnung. Hier geht es um die Zulassung von Stoffen, die mit dem Trinkwasser in Berührung kommen, also zum Beispiel Rohre oder Armaturen. Das Umweltbundesamt wird festlegen, welche Anforderungen an solche Materialien zu stellen sind und hierbei unter anderem die Fachverbände beteiligen. Dabei ist zu beachten, dass Materialien, die in anderen Mitgliedstaaten der Europäischen Union rechtmäßig verwendet werden dürfen, grundsätzlich auch in Deutschland verwendet werden dürfen.  In einem  Urteil des Europäischen Gerichtshofs vom 12. Juli 2012 – Rechtssache C-171/11 – ging es um die Frage, ob einem in Italien zulässigerweise verwendeten Fitting in Deutschland faktisch die Zulassung verweigert werden darf, weil es bestimmte sich aus dem Regelwerk ergebende Anforderungen nicht erfüllt. Grundsätzlich gilt auch für solche Fittings die Warenverkehrsfreiheit in der Europäischen Union, so dass die Verweigerung der Zulassung nur in engen Grenzen zulässig sein dürfte – wenn überhaupt.

## Kritik
Die TrinkwV steht in der Kritik, den Betreibern von Wasserversorgungsanlagen überzogene Untersuchungspflichten aufzuerlegen. Im Hinblick auf die Schutzziele der TrinkwV, z. B. wassergebundene Infektionen bei den Verbrauchern auszuschließen, werden die Untersuchungen im derzeitigen Umfang jedoch vom Gesetzgeber für notwendig erachtet. Manche dagegen misstrauen den Untersuchungen und halten die Überwachung für zu nachlässig (s. Wasserfilter). Viele Menschen weichen auf abgefüllte Mineralwässer aus, in der Meinung, diese seien ursprünglich reiner als das Leitungswasser.
Haushaltsfilter
Die Stiftung Warentest hat in einem Test gezeigt, dass spezielle Filterkannen (sogenannte Haushaltsfilter) zur Aufbereitung (z. B. Nachaufbereitung von Leitungswasser) von Wasser kaum geeignet sind, Wasser aufzubereiten, welches der Trinkwasserverordnung nicht entspricht.
Die gewünschte Enthärtung wird meist nicht erreicht.
Lediglich Kupfer, Blei und einige Pestizide können zu einem gewissen Grad ausgefiltert werden. Mit Ausnahme von Gebäuden, in denen noch Bleileitungen verlegt sind, kommen diese Stoffe im Trinkwasser jedoch in der Regel nicht vor.
Wird die Filterkartusche nicht regelmäßig ausgewechselt, kann es zusätzlich zu einer Erhöhung der Keimbelastung durch Bakterienwachstum kommen. Silberionen im Filter verhindern dies, dadurch wird aber zugleich Silber ins Trinkwasser abgegeben.
Grenzwert für Nitrat
Die Trinkwasserverordnung schützt den Menschen nicht vor zu hoher Nitratbelastung.
Im Gegensatz zu anderen Stoffen ist der Grenzwert von Nitrat in Höhe von 50 mg Nitrat je Liter nicht für eine lebenslange Exposition berechnet, sondern für eine akute Exposition von in diesem Fall besonders empfindlichen Säuglingen.
Bei einer Dauerbelastung, wie in vielen Wasserversorgungsgebieten, von über 16,75 mg/l ist das Risiko an Darmkrebs zu erkranken deutlich erhöht.
In anderen Ländern wie der Schweiz ist daher der Grenzwert für Trinkwasser auf 25 mg/l gesetzt worden.

## Aktuelle Grenzwerte

### Anlage 2 (zu § 6 Abs. 2 TrinkwV 2001 + Novellierung Nov. 2011)
| Lfd. Nr. | Parameter                                         | Grenzwert mg/l | Bemerkungen |
| -------- | ------------------------------------------------- | -------------- | --- |
| 1        | Acrylamid                                         | 0,0001         | Der Grenzwert bezieht sich auf die Restmonomerkonzentration im Wasser, berechnet aufgrund der maximalen Freisetzung nach den Spezifikationen des entsprechenden Polymers und der angewandten Polymerdosis. |
| 2        | Benzol                                            | 0,001          | |
| 3        | Bor                                               | 1              | |
| 4        | Bromat                                            | 0,01           | |
| 5        | Chrom                                             | 0,05           | Zur Bestimmung wird die Konzentration von Chromaten auf Chrom umgerechnet. |
| 6        | Cyanid                                            | 0,05           | |
| 7        | 1,2-Dichlorethan                                  | 0,003          | |
| 8        | Fluorid                                           | 1,5            | |
| 9        | Nitrat                                            | 50             | Originaltext: Die Summe aus Nitratkonzentration in mg/l geteilt durch 50 und Nitritkonzentration in mg/l geteilt durch 3 darf nicht größer als 1 mg/l sein. |
| 10       | Pflanzenschutzmittel und Biozidprodukte           | 0,0001         | Pflanzenschutzmittel und Biozidprodukte bedeutet: organische Insektizide, organische Herbizide, organische Fungizide, organische Nematizide, organische Akarizide, organische Algizide, organische Rodentizide, organische Schleimbekämpfungsmittel, verwandte Produkte (u. a. Wachstumsregulatoren) und die relevanten Metaboliten, Abbau- und Reaktionsprodukte. Es brauchen nur solche Pflanzenschutzmittel und Biozidprodukte überwacht zu werden, deren Vorhandensein in einer bestimmten Wasserversorgung wahrscheinlich ist. Der Grenzwert gilt jeweils für die einzelnen Pflanzenschutzmittel und Biozidprodukte. Für Aldrin, Dieldrin, Heptachlor und Heptachlorepoxid gilt der Grenzwert von 0,00003 mg/l |
| 11       | Pflanzenschutzmittel und Biozidprodukte insgesamt | 0,0005         | Der Parameter bezeichnet die Summe der bei dem Kontrollverfahren nachgewiesenen und mengenmäßig bestimmten einzelnen Pflanzenschutzmittel und Biozidprodukte |
| 12       | Quecksilber                                       | 0,001          | |
| 13       | Selen                                             | 0,01           | |
| 14       | Tetrachlorethen und Trichlorethen                 | 0,01           | Summe der für die beiden Stoffe nachgewiesenen Konzentrationen |
| 15       | Uran                                              | 0,01           | |

| Lfd. Nr. | Parameter                                    | Grenzwert mg/l | Bemerkungen |
| -------- | -------------------------------------------- | -------------- | --- |
| 1        | Antimon                                      | 0,005          | |
| 2        | Arsen                                        | 0,01           | |
| 3        | Benzo[a]pyren                                | 0,00001        | |
| 4        | Blei                                         | 0,01           | Grundlage ist eine für die durchschnittliche wöchentliche Wasseraufnahme durch Verbraucher repräsentative Probe; hierfür soll nach Artikel 7 Abs. 4 der Trinkwasserrichtlinie ein harmonisiertes Verfahren festgesetzt werden. Die zuständigen Behörden stellen sicher, dass alle geeigneten Maßnahmen getroffen werden, um die Bleikonzentration in Wasser für den menschlichen Gebrauch innerhalb des Zeitraums, der zur Erreichung des Grenzwertes erforderlich ist, so weit wie möglich zu reduzieren. Maßnahmen zur Erreichung dieses Wertes sind schrittweise und vorrangig dort durchzuführen, wo die Bleikonzentration in Wasser für den menschlichen Gebrauch am höchsten ist. |
| 5        | Cadmium                                      | 0,003          | Einschließlich der bei Stagnation von Wasser in Rohren aufgenommenen Cadmiumverbindungen |
| 6        | Epichlorhydrin                               | 0,0001         | Der Grenzwert bezieht sich auf die Restmonomerkonzentration im Wasser, berechnet auf Grund der maximalen Freisetzung nach den Spezifikationen des entsprechenden Polymers und der angewandten Polymerdosis. |
| 7        | Kupfer                                       | 2              | Grundlage ist eine für die durchschnittliche wöchentliche Wasseraufnahme durch Verbraucher repräsentative Probe; hierfür soll nach Artikel 7 Abs. 4 der Trinkwasserrichtlinie ein harmonisiertes Verfahren festgesetzt werden. Die Untersuchung im Rahmen der Überwachung nach § 19 Abs. 7 ist nur dann erforderlich, wenn der pH-Wert im Versorgungsgebiet kleiner als 7,4 ist. |
| 8        | Nickel                                       | 0,02           | Grundlage ist eine für die durchschnittliche wöchentliche Wasseraufnahme durch Verbraucher repräsentative Probe; hierfür soll nach Artikel 7 Abs. 4 der Trinkwasserrichtlinie ein harmonisiertes Verfahren festgesetzt werden. |
| 9        | Nitrit                                       | 0,5            | Am Ausgang des Wasserwerks darf der Wert von 0,1 mg/l für Nitrit nicht überschritten werden. |
| 10       | Polyzyklische aromatische Kohlenwasserstoffe | 0,0001         | Summe der nachgewiesenen und mengenmäßig bestimmten nachfolgenden Stoffe: Benzo[b]fluoranthen, Benzo[k]fluoranthen, Benzo[ghi]perylen und Indeno[1,2,3-cd]pyren |
| 11       | Trihalogenmethane                            | 0,05           | Summe der am Zapfhahn des Verbrauchers nachgewiesenen und mengenmäßig bestimmten Reaktionsprodukte, die bei der Desinfektion oder Oxidation des Wassers entstehen: Trichlormethan (Chloroform), Bromdichlormethan, Dibromchlormethan und Tribrommethan (Bromoform); eine Untersuchung im Versorgungsnetz ist nicht erforderlich, wenn am Ausgang des Wasserwerks der Wert von 0,01 mg/l nicht überschritten wird. |
| 12       | Vinylchlorid                                 | 0,0005         | Der Grenzwert bezieht sich auf die Restmonomerkonzentration im Wasser, berechnet auf Grund der maximalen Freisetzung nach den Spezifikationen des entsprechenden Polymers und der angewandten Polymerdosis. |

### Anlage 3 (zu § 7 TrinkwV 2001 + Novellierung Nov. 2011)
| Lfd. Nr. | Parameter                                              | Einheit                                  | Grenzwert                                                    | Bemerkungen |
| -------- | ------------------------------------------------------ | ---------------------------------------- | ------------------------------------------------------------ | --- |
| 1        | Aluminium                                              | mg/l                                     | 0,200                                                        | |
| 2        | Ammonium                                               | mg/l                                     | 0,50                                                         | Geogen bedingte Überschreitungen bleiben bis zu einem Grenzwert von 30 mg/l außer Betracht. Die Ursache einer plötzlichen oder kontinuierlichen Erhöhung ist zu untersuchen. |
| 3        | Chlorid                                                | mg/l                                     | 250                                                          | Das Wasser sollte nicht korrosiv wirken |
| 4        | Clostridium perfringens (einschließlich Sporen)        | Anzahl/100 ml                            | 0                                                            | |
| 5        | Coliforme Bakterien                                    | Anzahl/100 ml                            | 0                                                            | |
| 6        | Eisen                                                  | mg/l                                     | 0,200                                                        | |
| 7        | Färbung (Spektraler Absorptionskoeffizient bei 436 nm) | 1/m                                      | 0,5                                                          | |
| 8        | Geruch                                                 | TON                                      | 3 bei 23 °C                                                  | |
| 9        | Geschmack                                              |                                          | für den Verbraucher annehmbar und ohne abnormale Veränderung | |
| 10       | Kolonienzahl bei 22 °C                                 |                                          | ohne abnormale Veränderung                                   | Bei der Anwendung des Untersuchungsverfahrens nach § 15 Absatz 1c gelten folgende Grenzwerte: 100/ml am Zapfhahn des Verbrauchers; 20/ml unmittelbar nach Abschluss der Aufbereitung im desinfizierten Trinkwasser; 1000/ml bei Wasserversorgungsanlagen nach § 3 Nummer 2 Buchstabe c sowie in Wasserspeichern von Anlagen nach Buchstabe d. Das Untersuchungsverfahren nach § 15 Absatz 1c darf nicht eingesetzt werden für Trinkwasser, dass zur Abgabe in verschlossenen Behältnissen bestimmt ist. Für Trinkwasser, das zur Abgabe in verschlossenen Behältnissen bestimmt ist, gilt der Grenzwert 100/ml. |
| 11       | Kolonienzahl bei 36 °C                                 |                                          | ohne abnormale Veränderung                                   | Bei der Anwendung des Untersuchungsverfahrens nach § 15 Absatz 1c gilt der Grenzwert von 100/ml. Das Untersuchungsverfahren nach § 15 Absatz 1c darf nicht eingesetzt werden für Trinkwasser, dass zur Abgabe in verschlossenen Behältnissen bestimmt ist. Für Trinkwasser, das zur Abgabe in verschlossenen Behältnissen bestimmt ist, gilt der Grenzwert 20/ml. |
| 12       | elektrische Leitfähigkeit                              | µS/cm                                    | 2790 bei 25 °C                                               | Das Wasser sollte nicht korrosiv wirken |
| 13       | Mangan                                                 | mg/l                                     | 0,050                                                        | |
| 14       | Natrium                                                | mg/l                                     | 200                                                          | Das Wasser sollte nicht korrosiv wirken. Geogen bedingte Überschreitungen bleiben bis zu einem Grenzwert von 500 mg/l außer Betracht |
| 15       | organisch gebundener Kohlenstoff                       | mg/l                                     | ohne abnormale Veränderung                                   | |
| 16       | Oxidierbarkeit                                         | mg/l O2-Bedarf                           |                                                              | Dieser Parameter braucht nicht bestimmt zu werden, wenn der Parameter TOC (engl.: total organic carbon) analysiert wird |
| 17       | Sulfat                                                 | mg/l                                     | 250                                                          | Das Wasser sollte nicht korrosiv wirken. Geogen bedingte Überschreitungen bleiben bis zu einem Grenzwert von 500 mg/l außer Betracht. |
| 18       | Trübung                                                | nephelometrische Trübungseinheiten (NTU) | 1,0                                                          | Der Grenzwert gilt am Ausgang des Wasserwerks. |
| 19       | Wasserstoffionenkonzentration                          | pH-Einheiten                             | 6,5 – 9,5                                                    | Das Wasser sollte nicht korrosiv wirken. |
| 20       | Calcitlösekapazität                                    | mg/l CaCO3                               | 5                                                            | |

| Parameter        | Technischer Maßnahmewert |
| ---------------- | ------------------------ |
| Legionella spec. | 100/100 ml               |

### Anlage 3a (zu den §§ 7a, 9 und 14a) – Anforderungen an Trinkwasser in Bezug auf radioaktive Stoffe
| Lfd. Nr. | Parameter  | Einheit | Grenzwert | Bemerkungen |
| -------- | ---------- | ------- | --------- | ----------- |
| 1        | Radon-222  | Bq/l    | 100       |             |
| 2        | Tritium    | Bq/l    | 100       |             |
| 3        | Richtdosis | mSv/a   | 0,10      |             |

| Lfd. Nr. | Radionuklid (Radionuklide natürlichen Ursprungs) | Einheit | Referenz-Aktivitätskonzentration | Bemerkung |
| -------- | ------------------------------------------------ | ------- | -------------------------------- | --------- |
| 1        | U-238                                            | Bq/l    | 3,0                              |           |
| 2        | U-234                                            | Bq/l    | 2,8                              |           |
| 3        | Ra-226                                           | Bq/l    | 0,5                              |           |
| 4        | Ra-228                                           | Bq/l    | 0,2                              |           |
| 5        | Pb-210                                           | Bq/l    | 0,2                              |           |
| 6        | Po-210                                           | Bq/l    | 0,1                              |           |

| Lfd. Nr. | Radionuklid (Radionuklide künstlichen Ursprungs) | Einheit | Referenz-Aktivitätskonzentration | Bemerkung |
| -------- | ------------------------------------------------ | ------- | -------------------------------- | --------- |
| 7        | C-14                                             | Bq/l    | 240                              |           |
| 8        | Sr-90                                            | Bq/l    | 4,9                              |           |
| 9        | Pu-239/Pu-240                                    | Bq/l    | 0,6                              |           |
| 10       | Am-241                                           | Bq/l    | 0,7                              |           |
| 11       | Co-60                                            | Bq/l    | 40                               |           |
| 12       | Cs-134                                           | Bq/l    | 7,2                              |           |
| 13       | Cs-137                                           | Bq/l    | 11                               |           |
| 14       | I-131                                            | Bq/l    | 6,2                              |           |

| Lfd. Nr. | Menge des in einem Versorgungsgebiet pro Tag abgegebenen oder produzierten Wassers in Kubikmeter pro Tag | Mindest Anzahl der Untersuchungen pro Jahr | Bemerkung |
| -------- | --- | ------------------------------------------ | --- |
| 1        | Menge ≤ 1.000                                                                                            | 1                                          | |
| 2        | 1.000 < Menge ≤ 10.000                                                                                   | 1                                          | zuzüglich für die über 1.000 Kubikmeter pro Tag hinausgehende Menge jeweils 1 pro 3.300 Kubikmeter pro Tag (Teilmengen als Rest der Berechnung werden auf 3 300 Kubikmeter aufgerundet)             |
| 3        | 10.000 < Menge ≤ 100.000                                                                                 | 3                                          | zuzüglich für die über 10.000 Kubikmeter pro Tag hinausgehende Menge jeweils 1 pro 10.000 Kubikmeter pro Tag (Teilmengen als Rest der Berechnung werden auf 10.000 Kubikmeter aufgerundet)          |
| 4        | Menge > 100.000                                                                                          | 10                                         | zuzüglich für die über 100.000 Kubikmeter pro Tag hinausgehende Menge jeweils 1 pro weiteren 25.000 Kubikmeter pro Tag (Teilmenge als Rest der Berechnung werden auf 25.000 Kubikmeter aufgerundet) |

### Anlage 4 (zu den §§ 14 Absatz 2 Satz 1 und 19 Absatz 2b Nummer 1) – Umfang und Häufigkeit von Untersuchungen von Trinkwasser in einem Wasserversorgungsgebiet
| Menge des in einem Wasserversorgungsgebiet abgegebenen oder produzierten Wassers in Kubikmeter pro Tag | Parameter der Gruppe A: Anzahl der Untersuchungen pro Jahr                                                           | Parameter der Gruppe B: Anzahl der Untersuchungen |
| --- | --- | --- |
| < 10                                                                                                   | 1 | 1 pro 3 Jahre |
| ≥ 10 bis ≤ 1 000                                                                                       | 4 | 1 pro Jahr |
| > 1 000 bis ≤ 10 000                                                                                   | 4 zuzüglich für die über 1 000 Kubikmeter pro Tag hinausgehende Menge jeweils 3 pro weitere 1 000 Kubikmeter pro Tag | 1 pro Jahr zuzüglich für die über 1 000 Kubikmeter hinausgehende Menge jeweils 1 pro 4 500 Kubikmeter pro Tag (Teilmengen als Rest der Berechnung werden auf 4 500 Kubikmeter aufgerundet)      |
| > 10 000 bis ≤ 100 000                                                                                 | | 3 pro Jahr zuzüglich für die über 10 000 Kubikmeter hinausgehende Menge jeweils 1 pro 10 000 Kubikmeter pro Tag (Teilmengen als Rest der Berechnung werden auf 10 000 Kubikmeter aufgerundet)   |
| > 100 000                                                                                              | | 12 pro Jahr zuzüglich für die über 100 000 Kubikmeter hinausgehende Menge jeweils 1 pro 25 000 Kubikmeter pro Tag (Teilmengen als Rest der Berechnung werden auf 25 000 Kubikmeter aufgerundet) |

### Anlage 5 (zu § 15 Absatz 1, 2 und 4) Spezifikationen für die Analyse der Parameter
noch zu ergänzen

## Weiterführende Artikel zum Thema Wasser und Wasserrecht
Eine Grundlage zum Recht beim Trinkwasser stellt die EG-Richtlinie „Über die Qualität von Wasser für den menschlichen Gebrauch“ (98/83/EG) dar.
Politische und rechtliche Maßnahmen zur Vermeidung von Gewässerverschmutzung, zum Gewässerschutz, sowie zum Thema Wasser und Grundwasser finden sich auch in den Wikipedia-Artikeln Wasserrecht, Richtlinie 2000/60/EG (Wasserrahmenrichtlinie) und Trinkwasserschutz bei Katastrophenschutzfahrzeugen.
Die ganz unten auf dieser Seite aufgeführten Kategorien enthalten jeweils eine weitere Liste von Artikeln und ermöglichen die Weitersuche auch aufwärts im Themengebiet Umweltrecht.
Ökonomische Themen im Zusammenhang mit Wasserqualität behandeln die Artikel Wasserentnahmeentgelt, Lenkungsabgabe und Doppelte-Dividenden-Hypothese.
Eine Liste von Abkürzungen aus der Rechtssprache führt etwa zur Min/TafelWV (Mineral- und Tafelwasserverordnung) oder zum Wasserhaushaltsgesetz (WHG).
Das globale Menschenrecht auf Trinkwasser behandelt der Artikel Recht auf Zugang zu sauberem Wasser.
In manchen Artikeln finden sich in der links befindlichen Spalte Verweise zu den parallelen Artikeln in Englisch oder einer anderen Sprache, etwa bei Trinkwasser.
Technische Aspekte der Herstellung und des Betriebs von Trinkwasserinstallationen werden in der Richtlinie VDI/DVGW 6023 behandelt.